# Sugandha
Sugandha, död 914, var regerande drottning av Kashmir mellan 904 och 906.
Hon var dotter till Svamiraja, en lokal kung. Hon var drottning av Kashmir 885-902 som gift med kung Sankaravarman av Kashmir. När hennes make dog 902, vägrade hon att begå sati som hans andra hustrur, för att istället bli regent för deras son. Hon var regent i Kashmir som förmyndare för sin minderåriga son kung Gopalavarman 902-904. 
När hennes son dog, efterträddes han av sin halvbror Sankata, som plötsligt dog efter bara tio dagars regering. Hon ville att sonens gravida änka skulle föda en son, som kunde utses till ny tronföljare. När svärdottern fick ett dödfött barn, fick dessa planer ställas in. Hon utropade sig själv till monark och regerande drottning med stöd av sin stora popularitet. 
Hon försökte utnämna sin släkting Nirjitavarman till sin tronföljare. Hennes val mötte stort motstånd från militärsfraktionen Tantrins, som avsatte henne i en kupp 906 och uppsatte Nirjitavarmans tioåriga son Partha på tronen. Hon förklarade 914 krig mot Partha och Tantrins-partiet för att återkräva tronen. Hon besegrades, tillfångatogs och fängslades i buddhistklostret Nispalaka Vihara, där hon samma år mördades.